# Triatlon na Letních olympijských hrách 2008
Triatlon na Olympijských hrách v Pekingu 2008 se uskutečnil 18. srpna a 19. srpna kousek od Pekingu v Ming Tomb Reservoiru. Soutěží se ve dvou kategoriích, ženském triatlonu a mužském triatlonu. Do závodů se kvalifikovalo 55 závodníků a 55 závodnic.

## Disciplíny
| Disciplína      | Datum     | Start závodu |
| --------------- | --------- | ------------ |
| Mužský Triatlon | 18. srpna | 10:00        |
| Ženský Triatlon | 19. srpna | 10:00        |

## Kalendář
| Kalendář her | Kalendář her | 6 | 7 | 8 | 9 | 10 | 11 | 12 | 13 | 14 | 15 | 16 | 17 | 18 | 19 | 20 | 21 | 22 | 23 | 24 |
| ------------ | ------------ | - | - | - | - | -- | -- | -- | -- | -- | -- | -- | -- | -- | -- | -- | -- | -- | -- | -- |
| Triatlon     |              |   |   |   |   |    |    |    |    |    |    |    |    | 1  | 1  |    |    |    |    |    |

|  | Závody |  | Finále |

## Medailisté
| Soutěž | Zlato                              | Stříbro                                  | Bronz                             |
| ------ | ---------------------------------- | ---------------------------------------- | --------------------------------- |
| Muži   | Jan Frodeno · Německo (GER)        | Simon Whitfield · Kanada (CAN)           | Bevan Docherty · Austrálie (AUS)  |
| Ženy   | Emma Snowsillová · Austrálie (AUS) | Vanessa Fernandesová · Portugalsko (POR) | Emma Moffattová · Austrálie (AUS) |

## Výsledky

### Ženy
| Pořadí | #  | Triatlonistka                  | Plavání | Jízda na kole | Běh   | Celkový čas* | Odstup   |
| ------ | -- | ------------------------------ | ------- | ------------- | ----- | ------------ | -------- |
| 1.     | 34 | Emma Snowsillová AUS           | 19:51   | 1:04:20       | 33:17 | 1:58:27.66   | —        |
| 2.     | 54 | Vanessa Fernandesová POR       | 19:53   | 1:04:18       | 34:21 | 1:59:34.63   | +1:06.97 |
| 3.     | 33 | Emma Moffattová AUS            | 19:55   | 1:04:12       | 34:46 | 1:59:55.84   | +1:28.18 |
| 4      | 40 | Laura Bennettová USA           | 19:49   | 1:04:23       | 35:10 | 2:00:21.54   | +1:53.88 |
| 5      | 15 | Juri Ideová JPN                | 19:50   | 1:04:24       | 35:05 | 2:00:23.77   | +1:56.11 |
| 6      | 8  | Nicola Spirigová SUI           | 20:17   | 1:03:54       | 35:20 | 2:00:30.48   | +2:02.82 |
| 7      | 7  | Daniela Ryfová SUI             | 19:56   | 1:04:17       | 35:31 | 2:00:40.20   | +2:12.54 |
| 8      | 25 | Andrea Hewittová NZL           | 19:54   | 1:04:15       | 35:38 | 2:00:45.99   | +2:18.33 |
| 9      | 16 | Kijomi Niwataová JPN           | 19:56   | 1:04:14       | 35:36 | 2:00:51.85   | +2:24.19 |
| 10     | 26 | Debbie Tannerová NZL           | 19:57   | 1:04:17       | 35:54 | 2:01:06.92   | +2:39.26 |
| 11     | 42 | Sarah Haskinsová USA           | 19:50   | 1:04:18       | 36:10 | 2:01:22.57   | +2:54.91 |
| 12     | 9  | Jessica Harrisonová FRA        | 19:56   | 1:04:14       | 36:19 | 2:01:31.74   | +3:04.08 |
| 13     | 6  | Magali Di Marco Messmerová SUI | 19:50   | 1:04:22       | 36:39 | 2:01:50.74   | +3:23.08 |
| 14     | 11 | Kate Allenová AUT              | 20:57   | 1:05:24       | 34:32 | 2:02:00.69   | +3:33.03 |
| 15     | 4  | Ricarda Lisková GER            | 20:00   | 1:04:12       | 36:46 | 2:02:07.75   | +3:40.09 |
| 16     | 27 | Samantha Warrinerová NZL       | 19:58   | 1:04:15       | 36:55 | 2:02:13.60   | +3:45.94 |
| 17     | 17 | Ai Uedaová JPN                 | 20:17   | 1:03:56       | 37:09 | 2:02:19.09   | +3:51.43 |
| 18     | 50 | Lisa Nordenová SWE             | 20:56   | 1:05:26       | 35:05 | 2:02:27.47   | +3:59.81 |
| 19     | 41 | Julie Ertelová USA             | 19:51   | 1:04:24       | 37:22 | 2:02:39.22   | +4:11.56 |
| 20     | 37 | Ana Burgosová ESP              | 20:57   | 1:05:28       | 35:11 | 2:02:43.85   | +4:16.19 |
| 21     | 31 | Helen Tuckerová GBR            | 19:52   | 1:04:17       | 37:39 | 2:02:55.74   | +4:28.08 |
| 22     | 32 | Erin Denshamová AUS            | 20:54   | 1:05:27       | 35:46 | 2:03:08.76   | +4:41.10 |
| 23     | 23 | Vendula Frintová CZE           | 20:53   | 1:05:29       | 36:06 | 2:03:27.49   | +4:59.83 |
| 24     | 43 | Julija Sapunovová UKR          | 21:02   | 1:05:18       | 36:09 | 2:03:34.39   | +5:06.73 |
| 25     | 35 | Barbara Riveros Diazová CHI    | 20:21   | 1:06:03       | 36:16 | 2:03:42.56   | +5:14.90 |
| 26     | 5  | Christiane Pilzová GER         | 20:00   | 1:04:09       | 38:29 | 2:03:46.82   | +5:19.16 |
| 27     | 14 | Tania Haiboecková AUT          | 21:03   | 1:05:22       | 36:37 | 2:04:03.16   | +5:35.50 |
| 28     | 38 | Ainhoa Muruaová ESP            | 19:59   | 1:07:06       | 36:38 | 2:04:48.07   | +6:20.41 |
| 29     | 21 | Carolyn Murrayová CAN          | 20:55   | 1:05:28       | 37:31 | 2:04:56.32   | +6:28.66 |
| 30     | 19 | Ewa Dederková POL              | 21:02   | 1:05:24       | 37:42 | 2:05:09.85   | +6:42.19 |